# 南昌東 (選區)
南昌東（英語：Nam Cheong East，代號F05）是香港深水埗區議會下轄的選區，範圍涵蓋大埔道沿線介乎長沙灣道至南昌街一帶，最後一任區議員為香港民主民生協進會前副主席何啟明。

## 範圍及名稱
選區位於深水埗東部，故以此為名，以大埔道沿線為中心，包括南昌街、長沙灣道、界限街、西洋菜北街、窩仔山包圍的私人樓宇以及石硤尾邨（第19、20座、美禧樓及美柏樓），名稱源自南昌街，與其相鄰的選區有石硤尾、南山、大坑東及大坑西、南昌中和南昌南，投票站設於香港聖公會聖多馬堂，過往使用過大埔道太子中心的基督教香港崇真會安康幼兒學校。此選區為昔日田寮村的範圍。

## 沿革
第一代南昌東選區是由1982年區議會選舉所採用，除第一屆區區議會（1982-1985年）為單議席選區外，至1994年之前一直都是雙議席選區，當時以南昌街、界限街、主教山包圍的私人樓宇為主，包括現時南昌南選區。
1993年港督彭定康推行政改方案改革區議會，取消所有委任議席及雙議席選區制度，全面實行單議席單票制，並改由選區分界及選舉事務委員會制定，區議會選區數目亦隨人口變動而大幅增加，南昌東選區沿長沙灣道以南分拆出南昌南選區，餘下部分改為單議席南昌東選區。自該屆選舉開始，本區議員由民協成員梁欐擔任，2004年起梁欐更擔任深水埗區議會副主席。
由於西九龍填海區（俗稱西九四小龍）及歌和老街近筆架山地區2004年起人口增加，原南昌五區、九龍仔（大坑東及大坑西）、白田及石硤尾需要重劃以騰出議席予西九龍填海區範圍。2007年區議會選舉將石硤尾選區及南昌東選區於合併成石硤尾及南昌東選區。第一代南昌東選區取消、其他南昌選區界線的界線有所更動。梁欐需要轉往南昌北選區參選。
直到2012年石硤尾邨第二期重建完成，人口大量增加。2014年選舉管理委員會決定將石硤尾及南昌東選區分拆，兩個選區還原，但第二代的南昌東選區則包括原第一代石硤尾選區的石硤尾邨19及20座及石硤尾健康院附近的重建範圍，以增加人口。
2015年區議會選舉，民協原有意派出梁欐再度出戰，惟梁因染上癌症，2015年5月病逝，其後改派何啟明參選，繼承梁欐的工作，而由於南昌東部分選區範圍於2007年劃入南昌北，民建聯派出南昌北議員鄭泳舜助理苗凱明出選，結果何啟明以1,727票多於苗凱明的1,287票，成為第二代南昌東選區的首位議員。翌年立法會選舉更獲黨內推薦出選區議會（第二）功能界別議席，不過最後因為民主派要保持原有三席的超區議席而顧全大局宣佈棄選。
2019年區議會選舉，何啟明取得六成選票打敗民建聯成員陳龍傑成功連任。2021年7月11日，因香港民主派初選大搜捕而遭還押的何啟明宣佈「因眾所周知的原因」辭職。

## 歷屆議員
| 屆別                  | 議員   | 政治聯繫                            | 政治聯繫                            | 議員                                | 政治聯繫       | 政治聯繫       |
| --------------------- | ------ | ----------------------------------- | ----------------------------------- | ----------------------------------- | -------------- | -------------- |
| 1982年－1985年        | 伍旋操 |                                     | 公民協會                            | 定為單議席選區                      | 定為單議席選區 | 定為單議席選區 |
| 1985年－1988年        | 廖子強 | 鄭錦華                              | 公民協會                            |                                     | 公民協會       |                |
| 1988年－1991年        | 廖子強 | 鄭錦華                              | 公民協會                            |                                     | 公民協會       |                |
| 1991年－1994年        | 梁欐   | 鄭錦華                              |                                     | 民 民協                             | 公民協會       |                |
| 1994年－1999年        | 梁欐   | 分拆出南昌南選區後， 定為單議席選區 | 分拆出南昌南選區後， 定為單議席選區 | 分拆出南昌南選區後， 定為單議席選區 |                |                |
| 2000年－2003年        | 梁欐   | 分拆出南昌南選區後， 定為單議席選區 | 分拆出南昌南選區後， 定為單議席選區 | 分拆出南昌南選區後， 定為單議席選區 |                |                |
| 2004年－2007年        | 梁欐   | 分拆出南昌南選區後， 定為單議席選區 | 分拆出南昌南選區後， 定為單議席選區 | 分拆出南昌南選區後， 定為單議席選區 |                |                |
| 2008年－2011年        | 譚國僑 | 分拆出南昌南選區後， 定為單議席選區 | 分拆出南昌南選區後， 定為單議席選區 | 分拆出南昌南選區後， 定為單議席選區 |                |                |
| 2012年－2015年        | 秦寶山 | 分拆出南昌南選區後， 定為單議席選區 | 分拆出南昌南選區後， 定為單議席選區 | 分拆出南昌南選區後， 定為單議席選區 |                |                |
| 2016年－2019年        | 何啟明 | 分拆出南昌南選區後， 定為單議席選區 | 分拆出南昌南選區後， 定為單議席選區 | 分拆出南昌南選區後， 定為單議席選區 |                |                |
| 2020年－2021年7月10日 | 何啟明 | 分拆出南昌南選區後， 定為單議席選區 | 分拆出南昌南選區後， 定為單議席選區 | 分拆出南昌南選區後， 定為單議席選區 |                |                |
| 2021年7月11日－2023年 | 懸空   | 懸空                                | 懸空                                | 分拆出南昌南選區後， 定為單議席選區 |                |                |

## 歷屆選舉結果
| 政党   | 政党   | 候选人    | 票数  | %     | ±      |
| ------ | ------ | --------- | ----- | ----- | ------ |
|        | 民建聯 | ①. 陳龍傑 | 1,916 | 39.01 | ▼3.69  |
|        | 民協   | ②. 何啟明 | 2,996 | 60.99 | ▲3.69‬  |
| 多数票 | 多数票 | 多数票    | 1,080 | 21.99 | 不適用 |

| 政党   | 政党   | 候选人    | 票数  | %     | ±      |
| ------ | ------ | --------- | ----- | ----- | ------ |
|        | 民協   | ①. 何啟明 | 1,727 | 57.30 | ▲7.39  |
|        | 民建聯 | ②. 苗凱明 | 1,287 | 42.70 | 不適用 |
| 多数票 | 多数票 | 多数票    | 440   | 14.60 | 不適用 |

| 政党   | 政党       | 候选人    | 票数  | %     | ±      |
| ------ | ---------- | --------- | ----- | ----- | ------ |
|        | 人民力量   | ①. 曾廷軒 | 463   | 15.57 | 不適用 |
|        | 民協       | ②. 秦寶山 | 1,729 | 58.14 | 不適用 |
|        | 西九新動力 | ③. 羅錦有 | 782   | 26.29 | 不適用 |
| 多数票 | 多数票     | 多数票    | 947   | 31.84 | 不適用 |

| 政党   | 政党         | 候选人    | 票数  | %     | ±      |
| ------ | ------------ | --------- | ----- | ----- | ------ |
|        | 九龍社團聯會 | ①. 潘在敏 | 695   | 26.70 | 不適用 |
|        | 民協         | ②. 譚國僑 | 1,908 | 73.30 | 不適用 |
| 多数票 | 多数票       | 多数票    | 1,213 | 46.60 | 不適用 |

| 政党   | 政党   | 候选人    | 票数  | %     | ±      |
| ------ | ------ | --------- | ----- | ----- | ------ |
|        | 民協   | ①. 梁欐   | 1,759 | 77.64 | 不適用 |
|        | 民建聯 | ②. 莫偉樑 | 495   | 22.36 | 不適用 |
| 多数票 | 多数票 | 多数票    | 1,224 | 55.28 | 不適用 |

| 政党   | 政党   | 候选人    | 票数  | %     | ±      |
| ------ | ------ | --------- | ----- | ----- | ------ |
|        | 民主黨 | ①. 李紹基 | 573   | 30.64 | 不適用 |
|        | 民協   | ②. 梁欐   | 1,297 | 69.36 | 不適用 |
| 多数票 | 多数票 | 多数票    | 724   | 38.72 | 不適用 |

| 政党   | 政党   | 候选人 | 票数  | %     | ±      |
| ------ | ------ | ------ | ----- | ----- | ------ |
|        | 民協   | 梁欐   | 1,143 | 77.97 | 不適用 |
|        | 獨立   | 張生   | 323   | 22.03 | 不適用 |
| 多数票 | 多数票 | 多数票 | 820   | 55.93 | 不適用 |

| 政党   | 政党     | 候选人 | 票数  | %     | ±      |
| ------ | -------- | ------ | ----- | ----- | ------ |
|        | 民協     | 梁欐   | 1,355 | 38.43 | 不適用 |
|        | 公民協會 | 鄭錦華 | 1,095 | 31.06 | 不適用 |
|        | 公民協會 | 廖子強 | 1,076 | 30.52 | 不適用 |
| 多数票 | 多数票   | 多数票 | 19    | 0.54  | 不適用 |

| 政党   | 政党     | 候选人 | 票数  | %     | ±      |
| ------ | -------- | ------ | ----- | ----- | ------ |
|        | 公民協會 | 廖子強 | 1,098 | 29.37 | 不適用 |
|        | 公民協會 | 鄭錦華 | 1,031 | 27.58 | 不適用 |
|        | 獨立     | 劉朗明 | 886   | 23.70 | 不適用 |
|        | 獨立     | 陳偉麟 | 723   | 19.34 | 不適用 |
| 多数票 | 多数票   | 多数票 | 145   | 3.88  | 不適用 |

| 政党   | 政党     | 候选人 | 票数     | %      | ±      |
| ------ | -------- | ------ | -------- | ------ | ------ |
|        | 公民協會 | 鄭錦華 | 自動當選 | 不適用 | 不適用 |
|        | 公民協會 | 廖子強 | 自動當選 | 不適用 | 不適用 |
| 多数票 | 多数票   | 多数票 | 不適用   | 不適用 | 不適用 |

| 政党   | 政党     | 候选人 | 票数     | %      | ±      |
| ------ | -------- | ------ | -------- | ------ | ------ |
|        | 公民協會 | 伍旋操 | 自動當選 | 不適用 | 不適用 |
| 多数票 | 多数票   | 多数票 | 不適用   | 不適用 | 不適用 |

## 資料來源與註釋
1. ↑   (PDF).   [2019-12-08]. （原始内容 (PDF)存档于2019-12-08）.
2. ↑   (PDF).   [2019-12-08]. （原始内容存档 (PDF)于2020-08-20）.
3. ↑  .   [2019-11-20]. （原始内容存档于2020-02-04）.
4. ↑  （繁體中文） (PDF). 香港選舉管理委員會. 2013-01-05  [2013-01-05]. （原始内容存档 (PDF)于2014-05-02）.
5. ↑  （繁體中文） (PDF). 香港選舉管理委員會. 2013-01-05  [2013-01-05]. （原始内容 (PDF)存档于2011-08-10）.
6. ↑  （繁體中文） (PDF). 香港選舉管理委員會. 2014-06-26  [2018-02-26]. （原始内容存档 (PDF)于2018-01-24）.
7. ↑  . 蘋果日報 (香港). 2015-06-09  [2019-11-29]. （原始内容存档于2015-06-12） （中文（繁體））.
8. ↑  （繁體中文）.   [2019-11-29]. （原始内容存档于2016-03-04）.
9. ↑  （繁體中文）.   [2019-11-29]. （原始内容存档于2015-11-25）.

1. 1 2  2008－2015年被併入石硤尾及南昌東選區